# Kováčová (Košice)
|  | No s'ha de confondre amb Kováčová (Banská Bystrica). |

Kováčová és un poble i municipi d'Eslovàquia. Es troba a la regió de Košice, a l'est del país.

## Història
La primera referència escrita de la vila data del 1254.

## Demografia
| Godina             | 1994 | 2004    | 2014    | 2024   |
| ------------------ | ---- | ------- | ------- | ------ |
| Nombre de persones | 116  | 94      | 62      | 60     |
| Diferència         |      | −18,96% | −34,04% | −3,22% |

| Godina             | 2023 | 2024   |
| ------------------ | ---- | ------ |
| Nombre de persones | 58   | 60     |
| Diferència         |      | +3,44% |